# Kronörnar
Kronörnar (Stephanoaetus) är ett släkte i familjen hökartade rovfåglar inom ordningen hökfåglar. Släktet omfattar endast två arter, varav en dog ut cirka år 1500:
- Kronörn (Stephanoaetus coronatus)
- Madagaskarkronörn (Stephanoaetus mahery) – utdöd